# マハダオンダ
マハダオンダ(スペイン語: Majadahonda, スペイン語発音: [maxaðaˈonda])は、スペイン・マドリード州のムニシピオ（基礎自治体）。スペインの首都マドリードから約16km北西にあり、マドリード大都市圏に含まれる。2017年の人口は71,299人。

## 地理

### 地勢
標高は740メートル。スペインの首都マドリードから約16km北西にあり、マドリード大都市圏に含まれる。丘陵を挟んでマドリード側には、上流階級が多く住むことで知られるポスエロ・デ・アラルコンがある。スペインの首都マドリードとガリシア州の州都ア・コルーニャを結ぶA-6号線（通称ア・コルーニャ自動車道）はマハダオンダを通っている。マハダオンダの北2キロメートルにあるラス・ロサス・デ・マドリードには、1962年に高さ264メートルの放送用アンテナが建設され、当時はマドリード県でもっとも高い構造物だった。

### 人口
| マハダオンダの人口推移 1900－2017                       |
|                                                         |
| 出典:INE（スペイン国立統計局）1900年 - 1991年、1996年 - |

## 歴史
マハダオンダの町の設立についてははっきりとしたことはわかっていないが、建設者は13世紀までにこの地に住み着いたセゴビア人羊飼いであるとされることもある。16世紀初頭には約400の人口があった。16世紀末には約200の家屋があり、約800の人口があった。スペイン黄金世紀には、ミゲル・デ・セルバンテスの小説『ドン・キホーテ』やフランシスコ・デ・ケベードの小説『大悪党 ブスコンの生涯』などでマハダオンダの町が言及されている。
スペイン独立戦争中の1812年にはフランス軍とイギリス軍の間でマハダオンダの戦いが行われ、マハダオンダの町は荒廃した。1930年代後半のスペイン内戦はこの地域にも大きな影響を与え、内戦中には人口が大きく減ったものの、内戦後にはより現代的なグリッド状の町として再建された。
1960年代にはマドリードのベッドタウンとしての都市化が進行した。1960年に2,916人だった人口は、1970年に5,077人、1981年に22,852人と急増し、道路の舗装、下水道の整備、学校や病院の設立が行われた。1975年にフランシスコ・フランコが死去して民主化が行われると、1979年に初めて行われた選挙ではスペイン社会労働党(PSOE)の候補が市長に当選した。1986年には詩人のカルメン・コンデの名を冠したカルメン・コンデ文化の家が開館した。1998年にはテノール歌手のアルフレード・クラウスの名を冠したアルフレード・クラウス市立公会堂が開館した。
女流作家のカルメン・ラフォレットは、2004年にマハダオンダで死去した。2009年にはマハダオンダに、マドリード自治大学の付属機関であるマハダオンダ・プエルト・デ・イエーロ大学病院が開業した。

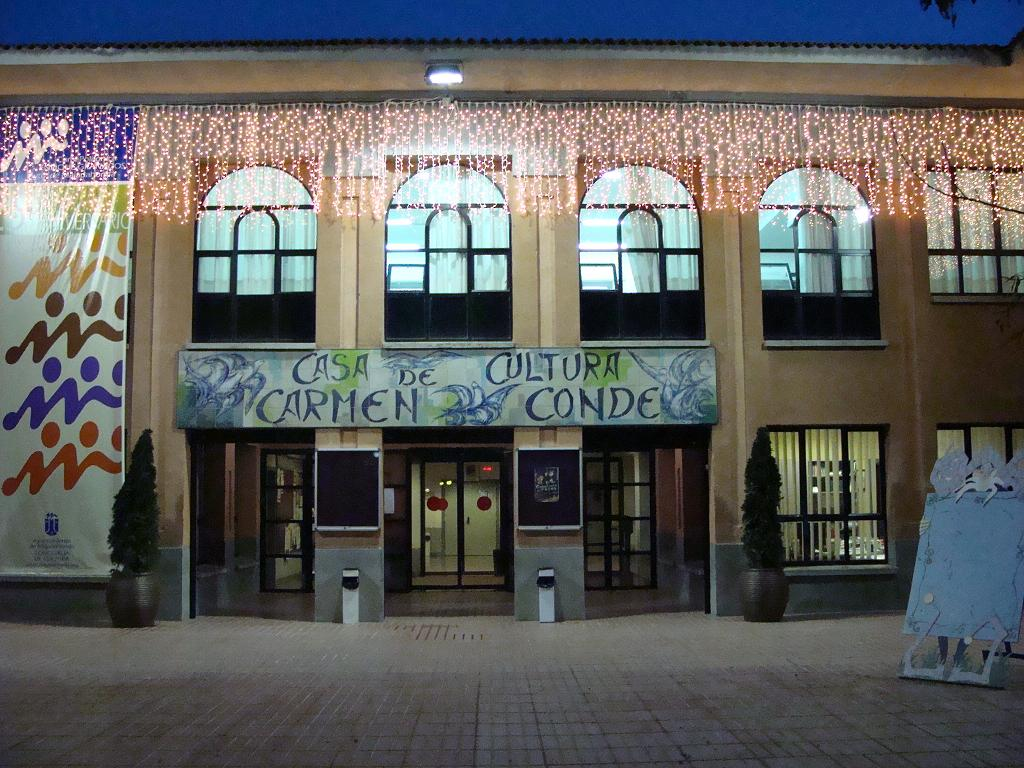
カルメン・コンデ文化の家
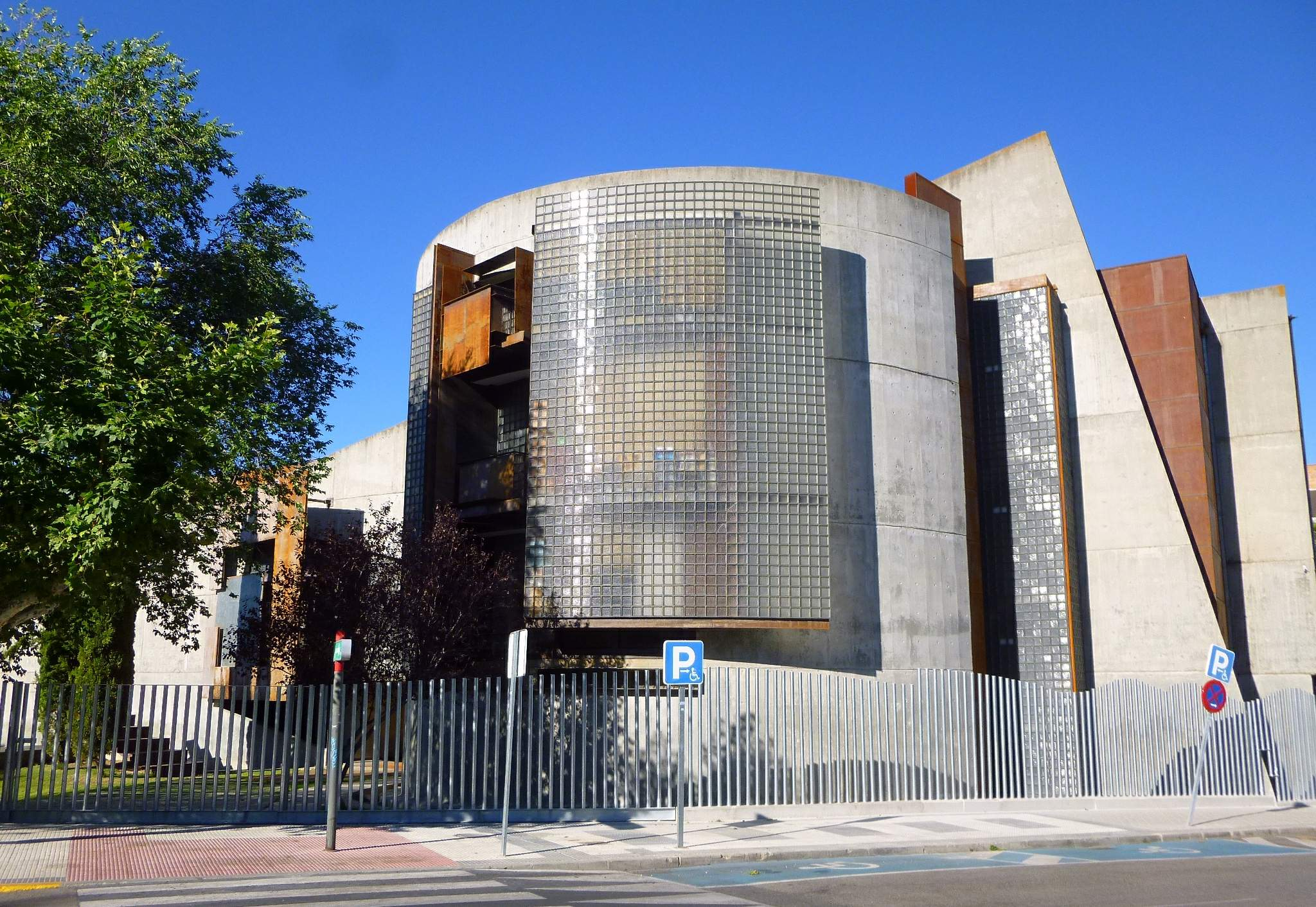
アルフレード・クラウス市立公会堂
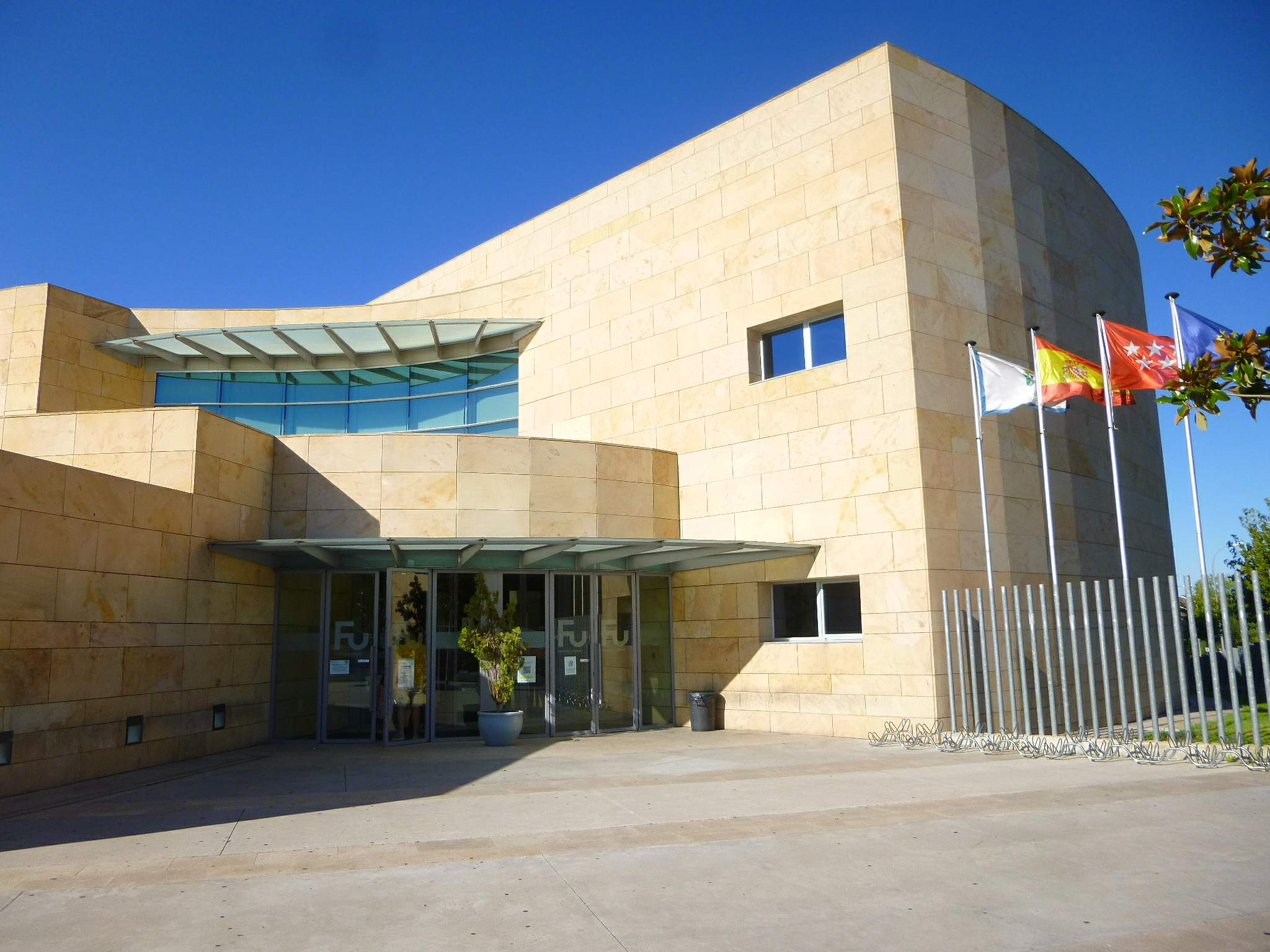
フランシスコ・ウンブラル市立図書館
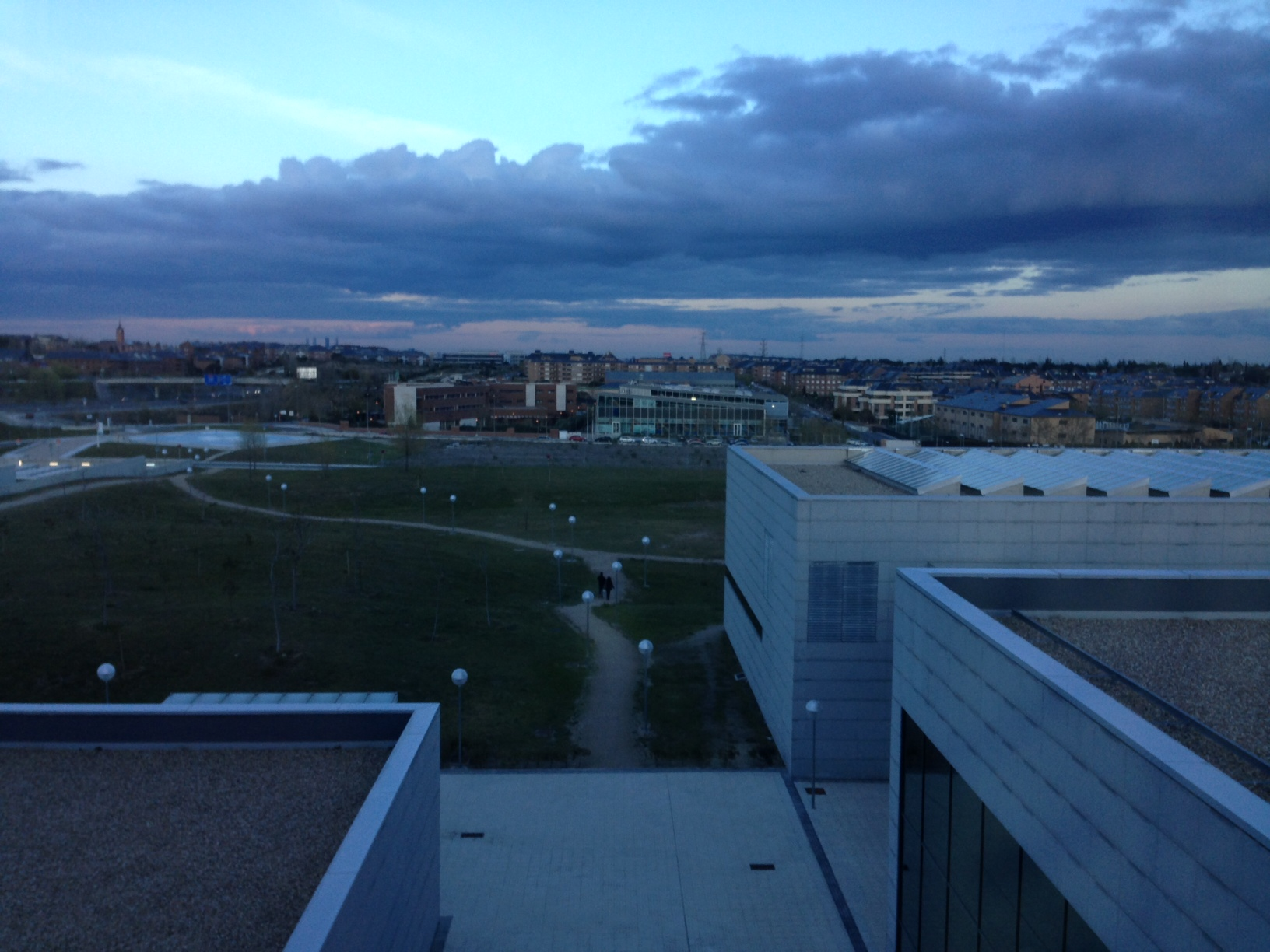
マハダオンダ・プエルト・デ・イエーロ大学病院

## 政治
| 任期      | 首長名                                                                      | 政党                                                                       |
| --------- | --------------------------------------------------------------------------- | -------------------------------------------------------------------------- |
| 1979–1983 | José María Rodríguez Colorado(79-80) Francisco Vera(80-82) Luis Egea(82-83) | スペイン社会労働党(PSOE) スペイン社会労働党(PSOE) スペイン社会労働党(PSOE) |
| 1983–1987 | Luis Egea                                                                   | スペイン社会労働党(PSOE)                                                   |
| 1987–1991 | Roberto Rodríguez Solano(87-89) Ricardo Romero de Tejada(89-91)             | CDS PSOE                                                                   |
| 1991–1995 | Ricardo Romero de Tejada                                                    | PSOE                                                                       |
| 1995–1999 | Ricardo Romero de Tejada                                                    | 国民党(PP)                                                                 |
| 1999–2003 | Ricardo Romero de Tejada(99-01) Guillermo Ortega Alonso(01-03)              | 国民党(PP) 国民党(PP)                                                      |
| 2003–2007 | Guillermo Ortega Alonso(03-05) Narciso de Foxá(05-07)                       | 国民党(PP) 国民党(PP)                                                      |
| 2007–2011 | Narciso de Foxá                                                             | 国民党(PP)                                                                 |
| 2011–2015 | Narciso de Foxá                                                             | 国民党(PP)                                                                 |
| 2015–2019 | Narciso de Foxá                                                             | 国民党(PP)                                                                 |
| 2019–2023 | n/d                                                                         | n/d                                                                        |
| 2023–     | n/d                                                                         | n/d                                                                        |

## スポーツ

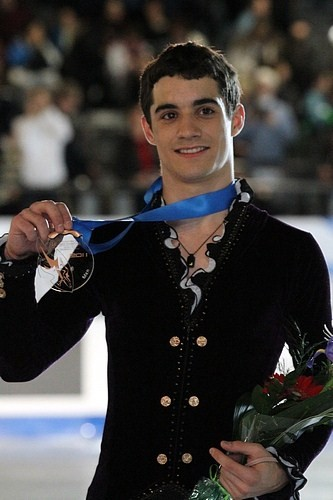
クルブ・イグルーに在籍していたハビエル・フェルナンデス

1976年にはサッカークラブのCFラージョ・マハダオンダが設立され、1976-77シーズンにはマドリード州4部リーグ（全国8部相当）に参戦した。1987-88シーズンには初めてリーガ・エスパニョーラのテルセーラ・ディビシオン（4部）に参戦し、1997-98シーズンには初めてセグンダ・ディビシオンB（3部）に参戦した。2017-18シーズンにはセグンダ・ディビシオンで1位となり、昇格プレーオフではロスタイムに起こった相手のオウンゴールでFCカルタヘナに勝利。2018-19シーズンは初めてセグンダ・ディビシオン（2部）に参戦した。
アトレティコ・マドリードの公式練習場であるシウダ・デポルティーバ・アトレティコ・マドリードはマハダオンダに位置する。この練習場内にはCFラージョ・マハダオンダのホームスタジアムであるエスタディオ・セッロ・デル・エスピノがあり、またアトレティコ・マドリードBもこのスタジアムをホームスタジアムとしているこのスタジアムは3,376人を収容する。
1992年にはアイスホッケークラブのSADマハダオンダが設立され、スペインの全国リーグであるリーガ・ナシオナル・デ・ホッケイ・イエロに所属している。1997-98シーズンにはスウェーデン出身の元NHL選手であるケント・ニルソンが在籍し、1998年にはリーガ・ナシオナルで初優勝した。
スケートクラブのクルブ・イグルーは多数の有力選手を輩出しており、2010年バンクーバーオリンピックにはソニア・ラフエンテ（女子フィギュアスケート）やハビエル・フェルナンデス（男子フィギュアスケート）が出場した。

## 姉妹都市
- フランス、イル＝ド＝フランス地域圏オー＝ド＝セーヌ県クラマール
マハダオンダ駅近くにはクラマールの名を冠した公園がある。
- ハンガリー、ブダペストフェレンツヴァーロシュ（英語版）区